# Imito
Imito est une commune rurale malgache située dans la partie nord-est de la région d'Amoron'i Mania.